# 瑟爾達里亞區
45°34′12″N 65°36′00″E / 45.57000°N 65.60000°E

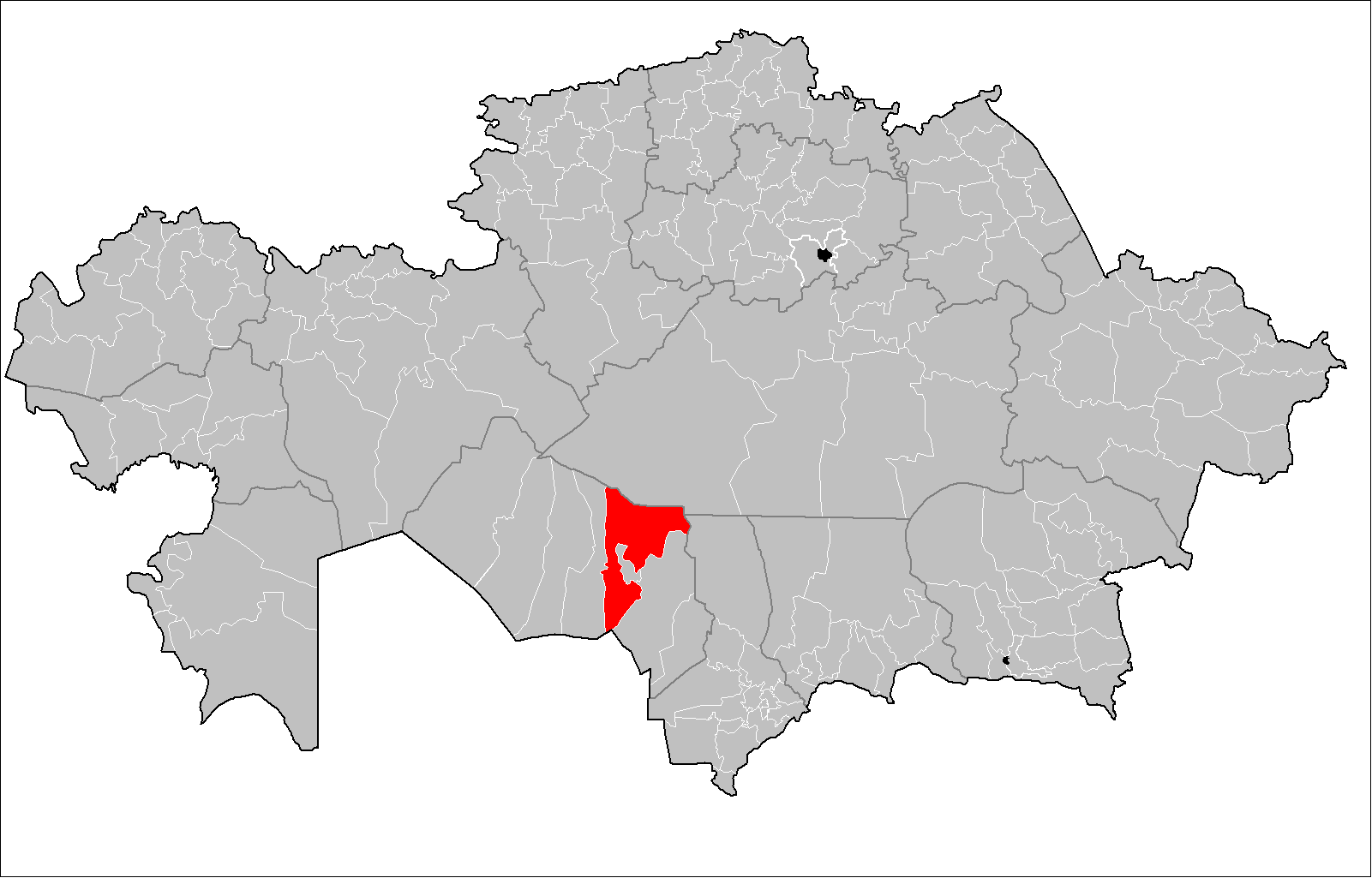

瑟爾達里亞區是哈薩克斯坦的行政區，位於該國南部，由克孜勒奧爾達州負責管轄，首府設於鐵列諾澤克，始建於1938年，面積77,600平方公里，2019年人口38,841。